# Helophilus obscurus
Helophilus obscurus är en tvåvingeart som beskrevs av Friedrich Hermann Loew 1863. Helophilus obscurus ingår i släktet kärrblomflugor, och familjen blomflugor. Inga underarter finns listade i Catalogue of Life.